# مورغان فوكس
مورغان فوكس (بالإنجليزية: Morgan Fox)‏ (21 سبتمبر 1993 بتشيلمسفورد في المملكة المتحدة - ) هو لاعب كرة قدم بريطاني في مركز الدفاع. شارك مع منتخب ويلز تحت 21 سنة لكرة القدم. أما مع النوادي، فقد لعب مع تشارلتون أثلتيك ونوتس كاونتي.

## وصلات خارجية
- مورغان فوكس على موقع قاعدة بيانات كرة القدم.إي يو (الإنجليزية)
- مورغان فوكس على موقع Soccerbase.com (لاعب) (الإنجليزية)
- مورغان فوكس على موقع Soccerway.com (الإنجليزية)